# Цувано-хан

Емблема роду Камей.

Уді́л Цува́но (яп. 津和野藩, つわのはん, МФА: [t͡suwano haɴ]) — автономний уділ в Японії. Існував протягом 1600 — 1871 років. Адміністративний центр розташовувався в замку Цувано (містечко Цувано, повіт Каноасі провінції Івамі). Керувався родами Сакадзакі й Камей статусу тодзама. Річний дохід — 43 тисяч коку. 1871 року увійшов до складу префектури Хамада, а 1876 — до складу префектури Сімане.